# Ноа Шнап
Ноа Камерън Шнап е американски актьор. Получава признание за изпълнението си на Уил Байърс в научнофантастичния сериал на ужасите на Netflix „Странни неща“. Печели „Награда на Гилдията на филмовите актьори за най-добро изпълнение на актьорски състав в драматичен сериал“, както и неговите колеги. Филмовите му роли включват Роджър Донован в историческия сериал на Стивън Спилбърг „Мостът на шпионите“ и гласа на Чарли Браун във „Фъстъчета: Филмът“.

## Ранен живот
Шнап е роден в Ню Йорк, щата Ню Йорк в семейството на Мичъл и Карин Шнап, обаче е отгледан извън града в Скарсдейл. Шнап е евреин и извършва ритуала Бар мицва в Израел. Той има сестра близначка. Също така притежава канадско гражданство. Неговият баща е с руско-еврейски произход, а майка му е с мароканско-еврейско потекло.
Копнежът на Шнап към актьорството е породен, когато е на пет години и гледа продукцията на Бродуей „Ани“. Той изпълнява актьорски роли в училище и обществени пиеси. Когато е на осем, неговият учител по актьорско майсторство му предлага да започне професионална кариера. Родителите на Шнап го записват в актьорска програма в Westchester's Star Kidz с треньорка Алисън Исбранцен, която скоро го насочва към MKS&D „Управление на таланти с възможности за кариера“.

## Кариера

### Актьорство
Актьорският дебют на Шнап е във филма „Мостът на шпионите“, спечелил Оскар, режисиран от Стивън Спилбърг. Той изиграва Роджър, сина на героя Джеймс Б. Донован. Едновременно тогава и озвучава водещия герой Чарли Браун в анимацията „Фъстъчета: Филмът“.
Неговото издигане идва, когато през юли 2016 влиза в образа на Уил Байърс в научнофантастичния телевизионен сериал на ужасите на Netflix „Странни неща“. Той е назначен като редовен герой за втория сезон на сериала, чиято премиера се състои на 27 октомври 2017. Шнап също участва в независими филми като „Abe“ и „Waiting for Anya“. Той се появява в хелоуинския комедиен филм през 2020 „Hubie Halloween“. През април 2022 Шнап се присъединява към актьорския състав на „The Tutor“.

### Други начинания
През 2019 той си прави YouTube канал под неговото собствено име. С активност за година и половина, той основно пуска влогове и лайфстайл видеа. От юни 2022 каналът му има 4,2 милиона абонати и 110 милиона гледания.
През ноември 2021 г. Шнап стартира To Be Honest (TBH) – компания за леки закуски.

### Личен живот
Шнап споделя, че е гей във видео в неговия Тикток акаунт на 5 януари 2023 г.

## Филмография

### Филм
| година | Заглавие                     | Роля               | Бележки           |
| ------ | ---------------------------- | ------------------ | ----------------- |
| 2015 г | Мостът на шпионите           | Роджър Донован     |                   |
| 2015 г | Фъстъчета: Филмът            | Чарли Браун (глас) |                   |
| 2016 г | Кръгът                       | Лукас              | Късометражен филм |
| 2018 г | Ние знаем само толкова много | Отис Копланд       |                   |
| 2018 г | Легендата за Хелоуай         | Кай (глас)         |                   |
| 2020 г | абе                          | абе                |                   |
| 2020 г | В очакване на Аня            | Джо                |                   |
| 2020 г | Хюби Хелоуин                 | Томи               |                   |
| 2021 г | Кой си ти, Чарли Браун?      | себе си            | Документален филм |
| TBD    | Учителят                     |                    | Пост продукция    |

### Телевизия
| година        | Заглавие        | Роля          | Бележки                                                       |
| ------------- | --------------- | ------------- | ------------------------------------------------------------- |
| 2016–настояще | Странни неща    | Уил Байърс    | Повтаряща се роля (сезон 1), главна роля (сезон 2 – настояще) |
| 2017 г        | Lip Sync Battle | себе си       | Епизод: "The Cast of Stranger Things"                         |
| 2018 г        | Liza on Demand  | Евън / Тревър | 2 епизода                                                     |
| 2021 г        | Странни акули   | себе си       | ТВ специалност ( Седмица на акулите )                         |

### Видео игри
| година | Заглавие                                           | Гласова роля |
| ------ | -------------------------------------------------- | ------------ |
| 2015 г | Филмът за фъстъците: Голямото приключение на Снупи | Чарли Браун  |

### Музикални видеоклипове
| година | Заглавие         | Художник              |  |
| ------ | ---------------- | --------------------- |  |
| 2016 г | "La Devotee"     | Паника! в дискотеката |  |
| 2018 г | "In My Feelings" | Дрейк                 |  |
| 2020 г | "See You"        | Джони Орландо         |  |

## Награди и номинации
| награда                               | Година | Категория                                                                | работа       |
| ------------------------------------- | ------ | ------------------------------------------------------------------------ | ------------ |
| Награди Златно дерби                  | 2018 г | Най-добър пробив на годината                                             | —            |
| Награди Златно дерби                  | 2018 г | Най-добър поддържащ актьор в драма                                       | Странни неща |
| Филмови и телевизионни награди на MTV | 2018 г | Най-добро уплашено изпълнение                                            | Странни неща |
| Филмови и телевизионни награди на MTV | 2018 г | Най-добър екип на екрана                                                 | Странни неща |
| Награда на Гилдията на актьорите      | 2017 г | Изключително представяне на ансамбъл в драматичен сериал                 | Странни неща |
| Награда на Гилдията на актьорите      | 2018 г | Изключително представяне на ансамбъл в драматичен сериал                 | Странни неща |
| Награда на Гилдията на актьорите      | 2020 г | Изключително представяне на ансамбъл в драматичен сериал                 | Странни неща |
| Teen Choice Awards                    | 2019 г | Избор на летен телевизионен актьор                                       | —            |
| Награди за млад артист                | 2017 г | Най-добро изпълнение в цифров телевизионен сериал или филм – млад актьор | Странни неща |

## Външни връзки
- Ноа Шнап в  Internet Movie Database